# Andy Lehrer
Pour les articles homonymes, voir Lehrer.
Andy Lehrer né à Iași le 16 mai 1930 et mort à Israël le 6 février 2014 est un entomologiste roumain né à Iași.
Depuis 1996, il travaillait comme chercheur associé au laboratoire de zoologie de l'université de Tel-Aviv. Il étudiait les Sarcophagidae et les Calliphoridae de plusieurs zones du monde,,,.